# جولييت فوستر
جولييت فوستر (بالإنجليزية: Juliette Foster)‏ هي صحفية بريطانية، ولدت في 11 فبراير 1964.